# Prosper, Texas
Prosper là một thị trấn thuộc quận Collin, tiểu bang Texas, Hoa Kỳ. Năm 2010, dân số của thị trấn này là 9423 người.

## Dân số
- Dân số năm 2000: 2097 người.
- Dân số năm 2010: 9423 người.